# 毛利千代子
毛利 千代子（もうり ちよこ、1943年〈昭和18年〉4月18日 - 2011年〈平成23年〉3月10日）は日本のラジオパーソナリティ。

## 来歴・人物
京都府舞鶴市出身。幼少期の頃朝日放送直属の放送劇団員として活躍していたことがあった。
1976年10月から2002年9月までの26年間にわたって、ABCラジオの平日の早朝番組『毛利千代子のおはようパートナー』のパーソナリティーを担当。自作の俳句なども披露した。
1995年1月17日の阪神・淡路大震災発生時は『おはようパートナー』の生放送中だった。ABCラジオのスタジオは地震の揺れで停電・停波したが十数秒後に自家発電で復旧し、リスナーに対して落ち着いた行動をとるよう呼びかけた。リスナーからは「毛利さんの落ち着いた呼びかけに励まされた」とするお便りも来た一方で、本人はそのときの行動について、「地震の揺れに驚き、放送中にもかかわらずとっさに立ち上がってマイクの前を離れようとしてしまったことを悔やんでいる」と繰り返し話していた。
『おはようパートナー』勇退後は、『日曜なつメロ大行進』などABCラジオの番組パーソナリティを歴任した。2009年11月に病気療養のため休養したのち、2010年4月に番組に復帰したが、2011年1月に再び体調を崩し休養。その後同年3月10日、大腸がんのため死去。67歳没。直後にABCラジオ60周年記念CDブック「いつもラジオと一緒」が発刊され『おはようパートナー』現パーソナリティの慶元まさ美との対談が掲載された。2012年3月10日には、宇野ひろみ（『おはようパートナー』の毛利の後任）の進行による1時間の追悼特別番組『いつもあなたと一緒～毛利千代子さんへ』がABCラジオで放送された。

## 出演番組
- 日曜なつメロ大行進（ABCラジオ、2002年 - 2011年）
- 毛利千代子のちょっとおでかけ日曜日（ABCラジオ、2006年4月 - 2009年10月）
- 毛利千代子のおはようパートナー（ABCラジオ、1976年 - 2002年）[1]
- 毛利千代子の旅のハーモニー（ABCラジオ、 - 2003年3月）
- 毛利千代子月曜歳時記（ABCラジオ）
- 毛利千代子の音楽のアルバム（ABCラジオ）
- 毛利・茜の関西なつかしめぐり（ABCラジオ）
- ちあーずらいふ（ラジオ大阪）